# چار خاگکاتا
چار خاگکاتا (به لاتین: Char Khagkata) یک روستا در بنگلادش است که در استان باریسال و در ناحیه باریسال واقع شده است.